# Ломіта (Техас)
Ломіта (англ. Lometa) — місто (англ. city) в США, в окрузі Лемпасас штату Техас. Населення — 753 особи (2020).

## Географія
Ломіта розташована за координатами 31°12′58″ пн. ш. 98°23′33″ зх. д. / 31.21611° пн. ш. 98.39250° зх. д. (31.216237, -98.392556).  За даними Бюро перепису населення США в 2010 році місто мало площу 2,28 км², уся площа — суходіл.

## Демографія
Згідно з переписом 2010 року, у місті мешкало 856 осіб у 301 домогосподарстві у складі 196 родин. Густота населення становила 375 осіб/км².  Було 352 помешкання (154/км²).
Расовий склад населення:
| - 78,6 % — білих - 1,9 % — чорних або афроамериканців - 0,6 % — азіатів - 0,2 % — корінних американців - 15,4 % — осіб інших рас |

До двох чи більше рас належало 3,3 %. Частка іспаномовних становила 35,5 % від усіх жителів.
За віковим діапазоном населення розподілялося таким чином: 33,2 % — особи молодші 18 років, 50,9 % — особи у віці 18—64 років, 15,9 % — особи у віці 65 років та старші. Медіана віку мешканця становила 33,7 року. На 100 осіб жіночої статі у місті припадало 95,9 чоловіків;  на 100 жінок у віці від 18 років та старших — 93,9 чоловіків також старших 18 років.
Середній дохід на одне домашнє господарство  становив 33 791 долар США (медіана — 25 688), а середній дохід на одну сім'ю — 39 915 доларів (медіана — 32 841). Медіана доходів становила 23 633 долари для чоловіків та 18 667 доларів для жінок. За межею бідності перебувало 41,3 % осіб, у тому числі 58,8 % дітей у віці до 18 років та 15,7 % осіб у віці 65 років та старших.
Цивільне працевлаштоване населення становило 366 осіб. Основні галузі зайнятості: освіта, охорона здоров'я та соціальна допомога — 28,1 %, виробництво — 20,8 %, мистецтво, розваги та відпочинок — 14,2 %, сільське господарство, лісництво, риболовля — 12,6 %.